# فرناندو مونيتي
فرناندو مونيتي (21 فبراير 1989 بلابلاتا في الأرجنتين - ) هو لاعب كرة قدم إيطالي وأرجنتيني في مركز حراسة المرمى. لعب مع جيمناسيا لابلاتا ونادي لانوس.

## وصلات خارجية
- فرناندو مونيتي على موقع قاعدة بيانات كرة القدم.إي يو (الإنجليزية)
- فرناندو مونيتي على موقع Soccerway.com (الإنجليزية)